# Адміністративне право і процес
«Адміністративне право і процес» (анг. Administrative Law and Process) — академічний журнал відкритого доступу, що містить результати сучасних наукових досліджень у галузі адміністративного та адміністративного процесуального права України й зарубіжних країн. Наукове фахове видання Юридичного факультету Київського національного університету імені Тараса Шевченка. Дописувачами журналу є провідні українські та європейські вчені, молоді науковці, юристи-практики. Видається чотири рази на рік.

## Тематика
Запропонована структура журналу відтворює систему адміністративного права, адміністративного процесуального права, яка відповідає сучасному європейському вченню про сутність і внутрішню побудову цих галузей права. Для науковців, представників органів державної влади та місцевого самоврядування, юристів-практиків, а також студентів юридичних факультетів та вищих навчальних закладів юридичного спрямування.

## Редакція
Гриценко Іван Сергійович — доктор юридичних наук, професор, декан юридичного факультету Київського національного університету імені Тараса Шевченка, головний редактор журналу;
Мельник Роман Сергійович — доктор юридичних наук, професор, завідувач кафедри адміністративного права Київського національного університету імені Тараса Шевченка, заступник головного редактора;
Берлач Анатолій Іванович — доктор юридичних наук, професор, професор кафедри адміністративного права Київського національного університету імені Тараса Шевченка;
Ващенко Юлія В'ячеславівна — доктор юридичних наук, професор, доцент кафедри адміністративного права Київського національного університету імені Тараса Шевченка;
Діхтієвський Петро Васильович — доктор юридичних наук, професор, професор кафедри адміністративного права Київського національного університету імені Тараса Шевченка;
Губерська Наталія Леонідівна [Архівовано 6 червня 2018 у Wayback Machine.] — доктор юридичних наук, доцент, доцент кафедри фінансового права Київського національного університету імені Тараса Шевченка;
Заярний Олег Анатолійович — доктор юридичних наук, доцент, доцент кафедри адміністративного права Київського національного університету імені Тараса Шевченка;
Комзюк Анатолій Трохимович — доктор юридичних наук, професор, професор кафедри адміністративного права і процесу Харківського національного університету внутрішніх справ;
Кормич Борис Анатолійович — доктор юридичних наук, професор, завідувач кафедри морського та митного права Національного університету «Одеська юридична академія»;
Кузніченко Сергій Олександрович — доктор юридичних наук, професор, завідувач сектору Інституту законодавства Верховної Ради України;
Лукач Ірина Володимирівна [Архівовано 12 червня 2018 у Wayback Machine.] — доктор юридичних наук, професор, професор кафедри господарського права Київського національного університету імені Тараса Шевченка;
Мацелюх Іванна Андріївна — кандидат юридичних наук, доцент, доцент кафедри історії права та держави Київського національного університету імені Тараса Шевченка;
Отраднова Олеся Олександрівна [Архівовано 23 липня 2018 у Wayback Machine.] — доктор юридичних наук, заступник декана юридичного факультету з наукової роботи та міжнародних відносин, професор кафедри цивільного права Київського національного університету імені Тараса Шевченка;
Петров Євген Вікторович — доктор юридичних наук, професор, суддя Дружківського міського суду Донецької області;
Поєдинок Валерія Вікторівна — доктор юридичних наук, професор, професор кафедри господарського права Київського національного університету імені Тараса Шевченка;
Проневич Олексій Станіславович [Архівовано 12 червня 2018 у Wayback Machine.] — доктор юридичних наук, професор, головний науковий співробітник Науково-дослідної частини Київського національного університету імені Тараса Шевченка;
Джанфранко Тамбуреллі [Архівовано 12 червня 2018 у Wayback Machine.] — науковий працівник в галузі міжнародного права Інституту міжнародних правових досліджень (ISGI) Національної дослідницької ради (CNR) (Рим, Італія);
Наталія Чабан [Архівовано 10 лютого 2018 у Wayback Machine.] — професор, завідувач кафедри Жана Моне Кентерберійського університету (Нова Зеландія);
Томас Манн [Архівовано 12 червня 2018 у Wayback Machine.] — доктор права, професор, завідувач кафедри адміністративного права юридичного факультету Гьотингенського університету імені Георга-Августа (Німеччина);
Лана Офак [Архівовано 12 червня 2018 у Wayback Machine.] — доцент юридичного факультету Загребського університету (Хорватія);
Доктор Агне Тваронавічієн [Архівовано 12 червня 2018 у Wayback Machine.] — Лабораторія соціальних технологій, Лабораторія посередництва та сталого розв'язання конфліктів юридичного факультету Інституту публічного права Університету Миколаса Ромеріса (Литва);
Доктор Тома Бірмонтіен [Архівовано 12 червня 2018 у Wayback Machine.] — професор Лабораторії правосуддя, Лабораторії прав людини юридичного факультету Інституту публічного права Університету Миколаса Ромеріса (Литва);
Костас Параскева [Архівовано 23 липня 2018 у Wayback Machine.] — кандидат юридичних наук, доцент кафедри адміністративного права юридичного факультету Кіпрського Університету (Кіпр).
Визнано Міністерством освіти і науки України науковим фаховим виданням. Наказ про включення до Переліку наукових фахових видань України № 1609 від 21.11.2013
Журнал внесений до Index Copernicus International, CiteFactor, Research Bible.

## Структура журналу
ЗАГАЛЬНЕ АДМІНІСТРАТИВНЕ ПРАВО
1. Принципи адміністративного права
2. Джерела адміністративного права
3. Суб'єкти публічного адміністрування
4. Суб'єктивні публічні права приватних осіб
5. Інструменти публічного адміністрування (нормативно-правові акти, адміністративні акти, адміністративний договір, плани, фактичні дії)
6. Внутрішньо-організаційне право (питання внутрішньої організації функціонування публічної адміністрації, компетенція, розподіл повноважень)
7. Адміністративна процедура (загальні питання)
8. Адміністративні послуги (загальні питання)
9. Публічне майно
10. Електронне врядування (загальні питання)
11. Матеріальна відповідальність публічної адміністрації
12. Альтернативні способи врегулювання спорів — медіація, переговори
13. Позасудовий захист прав і свобод приватної особи
ОСОБЛИВЕ АДМІНІСТРАТИВНЕ ПРАВО
1. Адміністративно-господарське право
2. Адміністративно-деліктне право
3. Атомне право
4. Банківське право
5. Військове право
6. Екологічне право
7. Енергетичне право
8. Земельне право
9. Інформаційне право
10. Митне право
11. Міграційне право
12. Містобудівне право
13. Муніципальне право
14. Наукове право
15. Освітнє право
16. Податкове право
17. Поліцейське право
18. Право безпеки продуктів харчування
19. Право громадського здоров'я
20. Право мирних зібрань
21. Право охорони навколишнього природного середовища
22. Право соціального забезпечення
23. Право транспортної інфраструктури
24. Службове право
25. Спортивне право
26. Телекомунікаційне право
27. Транспортне право
28. Фінансове право
АДМІНІСТРАТИВНИЙ ПРОЦЕС (АДМІНІСТРАТИВНЕ СУДОЧИНСТВО)
ІСТОРІЯ АДМІНІСТРАТИВНОГО ПРАВА ТА ПРОЦЕСУ
ЗАРУБІЖНЕ АДМІНІСТРАТИВНЕ ПРАВО ТА ПРОЦЕС
НАУКОВИЙ АНАЛІЗ СУДОВОЇ ПРАКТИКИ
ЮРИДИЧНА ПРАКТИКА У СФЕРІ АДМІНІСТРАТИВНОГО ПРАВА І ПРОЦЕСУ
КОМЕНТАРІ ДО ЗАКОНОДАВСТВА

## Контакти
Київський національний університет імені Тараса Шевченка
01601, Україна, м. Київ, вул. Володимирська, 60, ауд. 324
Офіційна сторінка: www.applaw.knu.ua